# Byttneria fluvialis
Byttneria fluvialis là một loài thực vật có hoa trong họ Cẩm quỳ. Loài này được Fryxell & Guadarr. mô tả khoa học đầu tiên năm 2001.